# أيديبسوس (إففويا)
أيديبسوس (Αιδηψός) هي مدينة في إففويا في مقاطعة كينتريكي إلادا في اليونان.
يبلغ عدد سكانها حوالي 1236 نسمة.[متى؟]